# Bytča

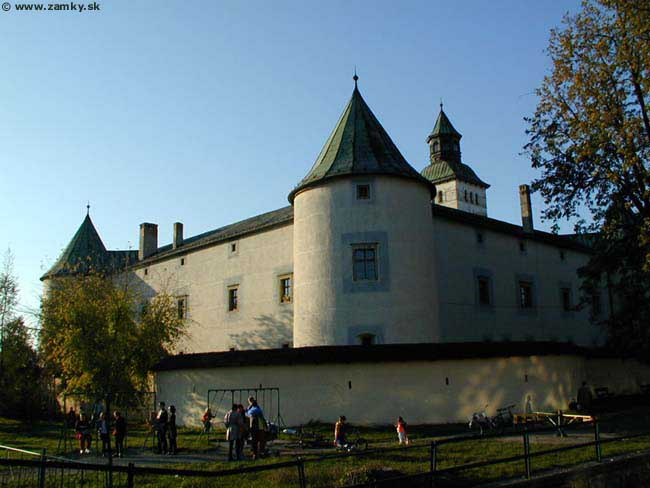
Castillo de Bytča.

Bytča (en húngaro: Nagybiccse) es una ciudad en el noroeste de Eslovaquia. Está situada junto al río Váh, que discurre por el centro de la ciudad, cerca de las ciudades de Žilina y Považská Bystrica, en la cuenca del río Bytčianska.

## Historia
La ciudad surgió en 1946 por la fusión de los asentamientos Malá Bytča (incluyendo Beňov y Mikšová), Velká Bytča y Hliník nad Váhom. La primera referencia escrita a la ciudad Bytča Velká data de 1234, como tierra Bycha. La primera mención escrita sobre es de 1250, y tiene Carta desde 1378. Fue la sede de un feudo, y más tarde una ciudad con muchos artesanos.

### Ciudadanos célebres
Han nacido en Bytča: 
- Jozef Tiso (1887-1947), presidente de la República Eslovaca Independiente entre 1939-1945.
- Sidonie Sakalovej (1876-1948), escritora.
- Ivan Minarik (1909-1967), escritor.
- Alexandra Lombardiniho (1851-1897), periodista e historiadora.
- Eliáš Láni (1570-1617), poeta.
- Samo Chalupka (1812-1883), porta.

## Monumentos
La ciudad cuenta con un castillo con fosos construido en el siglo XIII y reconstruido en el XVI en un estilo renacentista. En 1601 György Thurzó lo convirtió en Palacio nupcial, función que cumplió hasta el siglo XIX; alberga actualmente un museo y el archivo de la ciudad. También pueden verse edificios renacentistas, barrocos y neoclásicos.

## Demografía
| Año        | 1994   | 2004    | 2014    | 2024    |
| ---------- | ------ | ------- | ------- | ------- |
| Población  | 12 186 | 11 506  | 11 279  | 11 634  |
| Diferencia |        | −5,58 % | −1,97 % | +3,14 % |

| Año        | 2023   | 2024    |
| ---------- | ------ | ------- |
| Población  | 11 535 | 11 634  |
| Diferencia |        | +0,85 % |

Según el censo de 2001, la ciudad tenía 11.150 habitantes. El 98,27% de ellos eran eslovacos y el 0,58% checos. La religión era en un 90,87% de católicos, un 4,35% de personas sin afiliación religiosa y un 1,51% de luteranos.

## Economía
Hoy en día, la ciudad es un centro productor de maquinaria (Kinex), textiles, transformación de la madera (material deportivo) e industrias de alimentos y cervecerías.